# Coulommes
Coulommes település Franciaországban, Seine-et-Marne megyében. Lakosainak száma 534 fő (2022. január 1.). Coulommes Sancy, Vaucourtois, Bouleurs, Boutigny és Crécy-la-Chapelle községekkel határos.

## Népesség
A település népességének változása:
| Lakosok száma | 412  | 414  | 419  | 430  | 459  | 488  | 517  | 532  | 534  |
|               | 2013 | 2015 | 2016 | 2017 | 2018 | 2019 | 2020 | 2021 | 2022 |